# Stigmella lonicerarum
Stigmella lonicerarum là một loài bướm đêm thuộc họ Nepticulidae. Nó được tìm thấy ở Thụy Điển và Phần Lan to Pyrenees, Ý và Bulgaria, và from Pháp to Nga.
Sải cánh dài 4–5 mm.
Ấu trùng ăn Lonicera caprifolium, Lonicera nigra và Lonicera xylosteum. Chúng ăn lá nơi chúng làm tổ. 